# خسوس ریکاردو آنگولو
خسوس ریکاردو آنگولو (اسپانیایی: Jesús Ricardo Angulo‎؛ زادهٔ ۲۰ فوریهٔ ۱۹۹۷) بازیکن فوتبال اهل مکزیک است.
وی همچنین در تیم‌های ملی فوتبال زیر ۲۳ سال مکزیک و مکزیک بازی کرده‌است.